# Israel (dokumentarfilm)
 For alternative betydninger, se Israel (flertydig). (Se også artikler, som begynder med Israel)
Israel er en dansk dokumentarfilm fra 1949 instrueret af Mogens Wieth og Erik Balling.

## Handling
En dokumentarisk beretning om livet i Israel på det tidspunkt. Besøg i en kibbutz i det nordlige Israel, hvor pionerer dyrker jorden og sammen opbygger et landsbylignende fællesskab. Byer og landskaber opleves, emigranter ankommer til Tel Avivs havn, folkelivet i byerne og i det hele taget tegnes billedet af en nyetableret stat.